# Lorentz Widmark
Lorentz Emil Widmark, född den 21 december 1846 i Ljusdal, Gävleborgs län, död den 3 maj 1881 i Lund, var en svensk läkare. Han var son till Per Henrik Widmark.
Widmark blev student vid Uppsala universitet 1866, medicine kandidat där 1872 och medicine licentiat vid Karolinska institutet i Stockholm 1878. Han blev underläkare vid Sabbatsbergs sjukhus i Stockholm 1879 och vid Lunds länslasarett 1880. Widmark är begravd på Norra begravningsplatsen utanför Stockholm.